# Hyphaene dichotoma
Hyphaene dichotoma är en enhjärtbladig växtart som först beskrevs av White, och fick sitt nu gällande namn av Caetano Xavier Furtado. Hyphaene dichotoma ingår i släktet Hyphaene och familjen Arecaceae. IUCN kategoriserar arten globalt som nära hotad. Inga underarter finns listade i Catalogue of Life.